# Adam Jankowski
Adam Jankowski (* 1948 in Danzig) ist ein österreichischer Maler und ehemaliger Professor an der Hochschule für Gestaltung in Offenbach am Main, seine Ateliers befinden sich in St. Pauli, Hamburg und Berlin.

## Leben
Adam Jankowski wuchs im polnischen Danzig auf, zog aber schon 1955 nach Warschau, bevor er im Jahr 1961, mit seinen Eltern nach Wien übersiedelte und 1967 die österreichische Staatsbürgerschaft annahm. Nach seiner Schulzeit am Bundesrealgymnasium Waltergasse in Wien IV studierte er von 1966 bis 1968 Maschinenbau an der Technischen Hochschule Wien.
Für seine Hinwendung zur Malerei, gibt er 1977 in einem Interview an Horst Wackenbarth frühere biografische Gründe an: Umzugsbedingt in einem neuen Land mit 13 Jahren verstand er die Sprache nicht und lernte die neue Umgebung anfangs nur durch Bilder.
Von 1968 bis 1970 studierte er folglich Malerei an der Wiener Kunstakademie bei Franz Elsner, gefolgt vom Studium an der Hochschule für bildende Künste Hamburg bei Almir Mavignier und KP Brehmer von 1970 bis 1976. Des Weiteren studierte er Kunstgeschichte an der Universität Hamburg, bei Klaus Herding und Horst Bredekamp von 1976 bis 1980. Bereits in den späten 1970er-Jahren erfuhr Jankowskis Werk erste größere Beachtung, er erhielt als Student 1977 das Österreichische Staatsstipendium für Bildende Kunst. 1979 war Jankowski Mitbegründer der autonomen kulturpolitischen Initiative Freie Vereinigung Bildender Künstler Hamburg und des Arbeitskreises Bildende Kunst Hamburg.
1986 gründet Jankowski gemeinsam mit KP Brehmer, Anna Oppermann, Dagmar Fedderke, Constantin Hahm, Herbert Hossmann und Gesine Petersen die Künstlerkooperative Galerie Vorsetzen (benannt nach der Adresse am Elbkai Vorsetzen 53). Als Folge der Veräußerung des Gebäudes durch die Stadt fand dort 1987 die letzte große Ausstellung statt. Auch diese wurde von großer medialer Aufmerksamkeit begleitet. Die Zeit beschrieb die Situation wie folgt: Jetzt ist die Galerie Vorsetzen torpediert[...] Die Stadt taugt auch ganz allein zum Wintermärchen. Anschließend zog die Galerie Vorsetzen nach St. Pauli in die Seilerstraße 29 und bestand dort noch bis 1996.
Seitdem beherbergen die Räumlichkeiten das Hamburger Atelier von Adam Jankowski.
Ab 1984 lehrte Jankowski am Fachbereich Gestaltung der Fachhochschule Hamburg, wo er bis 1985 blieb, bevor er 1987 eine Professur für Malerei an der Hochschule für Gestaltung Offenbach am Main erhielt, die er bis zu seiner Emeritierung 2013 innehatte. Auf Einladung des Bürgermeisters von Briare-le-Canal unterhielt er für ein halbes Jahr ein Atelier im Château de Trousse-Barrière in der kleinen Stadt an der Loire.
Der Öffentlichkeit permanent zugänglich sind Werke u. a. im Museum Bochum, in der Hamburger Kunsthalle, im Hessischen Landesmuseum und im Belvedere Wien, sowie in halböffentlichen Bereichen diverser Institutionen.

## Schüler
Zu seinen Schülern zählen zahlreiche erfolgreiche Künstler, darunter u. a. Emilia Neumann, Oliver Flössel, Parastou Forouhar, Sabine Moritz, Phyllis Kiehl, Julia Oschatz, Sandip Shah, Henning Straßburger, Markus Weisbeck, Peter Zizka. 2013 zeigte der Wiesbadener Nassauische Kunstverein eine Ausstellung mit Werken seiner Schüler.
Die Malereiklasse der HfG Offenbach war erst in der Ehemaligen Heyne-Fabrik untergebracht, später im Isenburger Schloss und zog zuletzt in die größeren Räumlichkeiten der Dependance der HfG in die Geleitstraße.

## Ausstellungen

### Einzelausstellungen (Auswahl)
- 1972: „Erklärung einiger Dinge“ (Zusammen mit: Karel Novosad und P. Saini). Kunsthalle Hamburg.
- 1974: „Befreiungsversuche“, Galerie Poll, Berlin.
- 1979: „Auf der Flucht vor der Angst“, Museum Bochum – Kunstsammlung.
- 1980: „Images“ (Zusammen mit Konrad Schulz), Goethe-Institut London.
- 1983: „An Be No Do: Afrika-Malerei“ (Zusammen mit Dieter Glasmacher) Kunsthalle Wilhelmshaven, Institut für Auslandsbeziehungen Stuttgart.
- 1984: „Afrika-Malerei“ (Zusammen mit Dieter Glasmacher). Kunstverein Kassel, Fischauktionshalle Hamburg.
- 1987: „Fremde Feuer“, Galerie Vorsetzen Hamburg.
- 1990: „Kalte Strahlung“ (Zusammen mit Robert Lettner). Museum Moderner Kunst Wien, Kunsthalle Hamburg, Hessisches Landesmuseum Darmstadt.
- 1997: „Malerei“, Forum 1822, Frankfurt am Main
- 2001: „Salzwasser und Süsswasser“, Kunstverein Glückstadt.
- 2002: „Im Wattenmeer“, 3 Landschaftsbilder im Altonaer Museum, Hamburg.
- 2011: „Philosophie der Landschaft“ (zusammen mit: Robert Lettner und Burghart Schmidt). Kunststation Kleinsassen bei Fulda, NÖ Dokumentationszentrum für moderne Kunst, St. Pölten.
- 2019: „Abstraktion und Wirklichkeit / Painting in Financial Times“ (zusammen mit: Marcus Sendlinger), Stiftung poolhaus-Blankenese, Hamburg.
- 2021: „The Real World / Painting 1970-2020“, Barlach-Halle K, Hamburg.
- 2022: „form - message - value“, Quirin-Bank, Hamburg.
- 2024: „VergangenheitKunstZukunft“, Galerie im Marstall, Ahrensburg.

### Gruppenausstellungen (Auswahl)
- 1970: „Zehn über Zehn“, Galerie nächst St. Stephan, Wien.
- 1972: „6 junge Österreicher“, Secession Wien.
- 1974: „Aspekte engagierter Kunst“, Kunstverein Hamburg.
- 1978: „Hamburger Kunstwochen“, Kunstverein Hamburg.
- 1980: „Alles Schwindel“, Hamburg-Altona.
- 1982: „Dorn im Auge“, Hamburg-Barmbek.
- 1984: „Orwell und die Gegenwart“, Museum des 20. Jahrhunderts, Wien.
- 1985: „Sechs aus Hamburg“, Goethe-Institut Kairo, Goethe-Institut Athen; „Tiempo circular“, Museo de Arte Moderna, Mexiko-Stadt; „Biennale des Friedens“, Kunstverein Hamburg.
- 1986: „Eva und die Zukunft“, Kunsthalle Hamburg; „Vorsatz Eins“, Galerie Vorsetzen Hamburg.
- 1987: „Exotische Welten“, Kunstverein Stuttgart.
- 1989: „Synthetische Bildwelten“, Galerie Vorsetzen Hamburg.
- 1994: „Malerei in Frankfurt“, Kunstverein Frankfurt am Main
- 1995: „Wasser und Wein“, Kunsthalle Krems.
- 1996: „Alchimie der Gegensätze“, Kulturzentrum Kapfenberg; „Aufgetischt“, Österreichische Galerie Schloss Halbturn.
- 2002: „Afrikanische Reklame“, Iwalewa-Haus Bayreuth.
- 2003: „Afrikanische Reklame“, Stadtmuseum München.
- 2011: „Unscharf. Nach Gerhard Richter“, Kunsthalle Hamburg.
- 2013: „Freie Sicht: Adam Jankowski und Künstler aus seiner Klasse für Malerei an der HfG Offenbach 1987–2013“, Nassauischer Kunstverein Wiesbaden

## Veröffentlichungen (Auswahl an Katalogen und Texten)
- Interview mit Adam Jankowski. In: Kunst und Medien: Materialien zur documenta 6, Kassel 1977
- Auf der Flucht vor der Angst. Museum Bochum, Bochum 1979.
- mit Dieter Glasmacher: An Be No Do. Medusa-Verlag, Berlin 1983.
- Was heißt heute noch Gestaltung. In: hfg-forum. Nr. 13, Offenbach/M. 1989.
- mit Robert Lettner: Kalte Strahlung. Museum Moderner Kunst Wien, Kunsthalle Hamburg, Hessisches Landesmuseum Darmstadt, 1990.
- Techno*Logic. Galerie Vorsetzen, Hamburg 1994.
- Es gibt zu wenig Künstler in Hessen. In: Ausflug nach Polen. HfG Offenbach 1995.
- Alpha-Explorer. 1822-forum, Frankfurt am Main 1997.
- Rede über die Malerei. In: Querverbindungen. HfG Offenbach 1998.
- Landschaften und andere Weltenträume. Galerie Hengevoss & Jensen, Hamburg 2000.
- Immer die schönste Malerei. In: Katalog k9 aktuelle Kunst, Hannover 2006.
- Wer will schon den ganzen Tag die Welt verändern...? Katalog. HfG Offenbach 2010.
- mit Robert Lettner, Burghart Schmidt: Philosophie der Landschaft. jovis Verlag, Berlin 2010.
- A. M. Freybourg, Hanz Zitko (Hg.): Adam Jankowski : Freie Sicht. jovis Verlag, Berlin 2013.
- Reflexion versus Inspiration. In: Theorien ästhetischer Praxis. Hg. Hans Zitko. Böhlau-Verlag, Köln 2014.
- Eugen El: „Jedes gemalte Bild ist ein Fetisch“ / ein Gespräch mit Adam Jankowski. www.faust-kultur.de 2016
- mit Marcus Sendlinger: Abstraktion und Wirklichkeit / Painting in Financial Times. nesthetics-publications, Montreal 2019.
- The Real World. Katalog. Barlach-Halle K Hamburg. Verlag für moderne Kunst, Wien 2021.
- form-message-value. Katalog. Quirin-Bank Hamburg 2022.
- Anne Meerpohl, Eliane Kölbener: „Der schönste Beruf, den es gibt“ / Interview mit Adam Jankowski. In: Magazin Lerchenfeld. Nr. 67/2023 Hamburg
- VergangenheitKunstZukunft. Katalog. Galerie im Marstall, Ahrensburg 2024.

### Zitat
„In meiner Lehre kam es mir immer darauf an zu zeigen, dass dogmatische Verengungen und ideologische Festlegungen in der Kunst nicht tragfähig sind – sie führen immer zu einer Trübung der Erkenntnis und Lähmung der Kreativität, und enden künstlerisch in einer Sackgasse. Die Formen der Kunst sind vielfältig wie das Leben – sie müssen unabhängig bleiben von Trends und Moden, von Diktaten von Händlern und Kuratoren, um sich eigenständig entfalten zu können; der Künstler muss seine Entwicklung unter der eigenen Kontrolle behalten und ›independent‹ bleiben.“ (Jankowski zur Ausstellung seiner Schüler, 2013).